# كاميرون ماكدونالد
كاميرون ماكدونالد (بالإنجليزية: Cameron MacDonald)‏ (3 ديسمبر 1989 في المملكة المتحدة - ) هو لاعب كرة قدم بريطاني في مركز الدفاع. لعب مع أردريونيانز وKitsap Pumas ‏ ونادي ليفينغستون لكرة القدم.

## وصلات خارجية
- كاميرون ماكدونالد على موقع قاعدة بيانات كرة القدم.إي يو (الإنجليزية)
- كاميرون ماكدونالد على موقع Soccerbase.com (لاعب) (الإنجليزية)